# Ludwig Schneller (Theologe)
Ludwig Schneller (* 9. April 1858 in Jerusalem; † 3. August 1953 in Bad Ems) war ein deutscher evangelischer Theologe. Neben seinen Verpflichtungen im Pfarramt in Deutschland engagierte er sich für das Syrische Waisenhaus.

## Leben
Ludwig Schneller war das zweite der fünf Kinder des Missionars und Gründers des Syrischen Waisenhauses Johann Ludwig Schneller und seiner Frau Magdalena Schneller geb. Böhringer. Ludwig wuchs gemeinsam mit den arabischen Jungen in seinem Umfeld auf. Um die schulische Grundbildung sorgte sich der Vater, der vor seiner Berufung zum Missionar als Lehrer gearbeitet hatte.
1869 schickten die Eltern ihn und seinen älteren Bruder Theodor nach Deutschland, wo sie bis 1873 die Lateinschule Schorndorf besuchten. Ludwig lebte anschließend in Esslingen am Neckar und Ludwigsburg und absolvierte die letzten Schuljahre am Gymnasium von Züllichau.
Zum Studium der evangelischen Theologie war er in Tübingen und Berlin immatrikuliert. Schneller wurde als Student Mitglied des Tübinger Wingolf (1877), des Schwizerhüsli Basel (1878) und des Berliner Wingolf (1879).
Ludwig Schneller heiratete 1887 Katharina von Tischendorf, die Tochter von Angelika geb. Zehme und Konstantin von Tischendorf.
Seine erste Stelle hatte Schneller seit 1881 als Hilfsprediger an der Berliner Garnisonkirche inne. Es folgten 1883 das Pfarramt in Neutornow, wo er sich am Palmsonntag 1884, als das Haus einer Konfirmandin, die an diesem Tag konfirmiert worden war, abbrannte, zum ersten Mal um das Einsammeln von Spenden bemühte, und 1884 aufgrund einer Berufung durch den Berliner Jerusalemsverein die evangelische Pfarr- und Missionarsstelle in Bethlehem. Schneller bemühte sich dort, die anglikanisch geprägte gottesdienstliche Liturgie der preußischen anzunähern. Er initiierte den Bau der Lutherischen Weihnachtskirche. Als es infolge von Tätlichkeiten zwischen Griechen und Evangelischen zu einem Rechtsstreit kam, stand er dem von seinem Vater gegründeten Syrischen Waisenhaus bei.
1889 kehrte Schneller nach Deutschland zurück und wurde Pfarrer an der Kölner Trinitatiskirche. Seine Verbundenheit mit dem Syrischen Waisenhaus fand ihren Ausdruck seit 1890 in den Karfreitagsbitten, in denen er um Spenden für die Einrichtung aufrief, sowie in der 1891 erfolgten Übernahme des Vorsitzes der in Stuttgart ansässigen Missions-Gesellschaft des Syrischen Waisenhauses für das Heilige Land. Durch mehrere Publikationen, in denen er das Leben in Palästina beschrieb, sowie die Herausgabe der Zeitschrift Der Bote aus Zion, dem heutigen Schneller, Magazin über christliches Leben im Nahen Osten, informierte er über seine Arbeit.
1898 konnte er Kaiser Wilhelm II. auf dessen Palästinareise begleiten und ihn auch durch Jerusalem führen.
1905 verlegte die Missionsgesellschaft ihren Sitz nach Köln-Marienburg, wo durch Schnellers Engagement ein Verwaltungs- und Wohngebäude, das „Palästinahaus“ (Ulmenallee 96), auch „Schneller-Haus“ genannt, errichtet wurde.
1907 gab Schneller sein Gemeindepfarramt auf und übernahm als Pfarrer die hauptamtliche Leitung der Missionsgesellschaft. Die Kollektenreisen, die er z. B. 1907/1908 in die USA unternahm, erlaubten den Ausbau der Tätigkeiten des Syrischen Waisenhauses. Die internationalen Beziehungen, die sich daraus ergaben, ermöglichten den Bestand des Hauses auch dann noch, als nach der Machtübernahme der Nationalsozialisten keine Gelder mehr nach Palästina überwiesen werden durften.
Im Juli 1908 verlieh ihm die Theologische Fakultät der Universität Heidelberg den Titel eines Ehrendoktors. In den 20er Jahren wurde ihm aufgrund seiner schriftstellerischen Leistungen von der Universität Tübingen der Ehrendoktor der Theologie verliehen.
1937 ging Schneller in den Ruhestand. Dennoch initiierte er nach dem Zweiten Weltkrieg noch die Gründung eines Waisenhauses für Kriegswaisen in Vettelhoven. Seine letzten Jahre verlebte er in Bad Ems.

## Schriftstellerische Tätigkeit

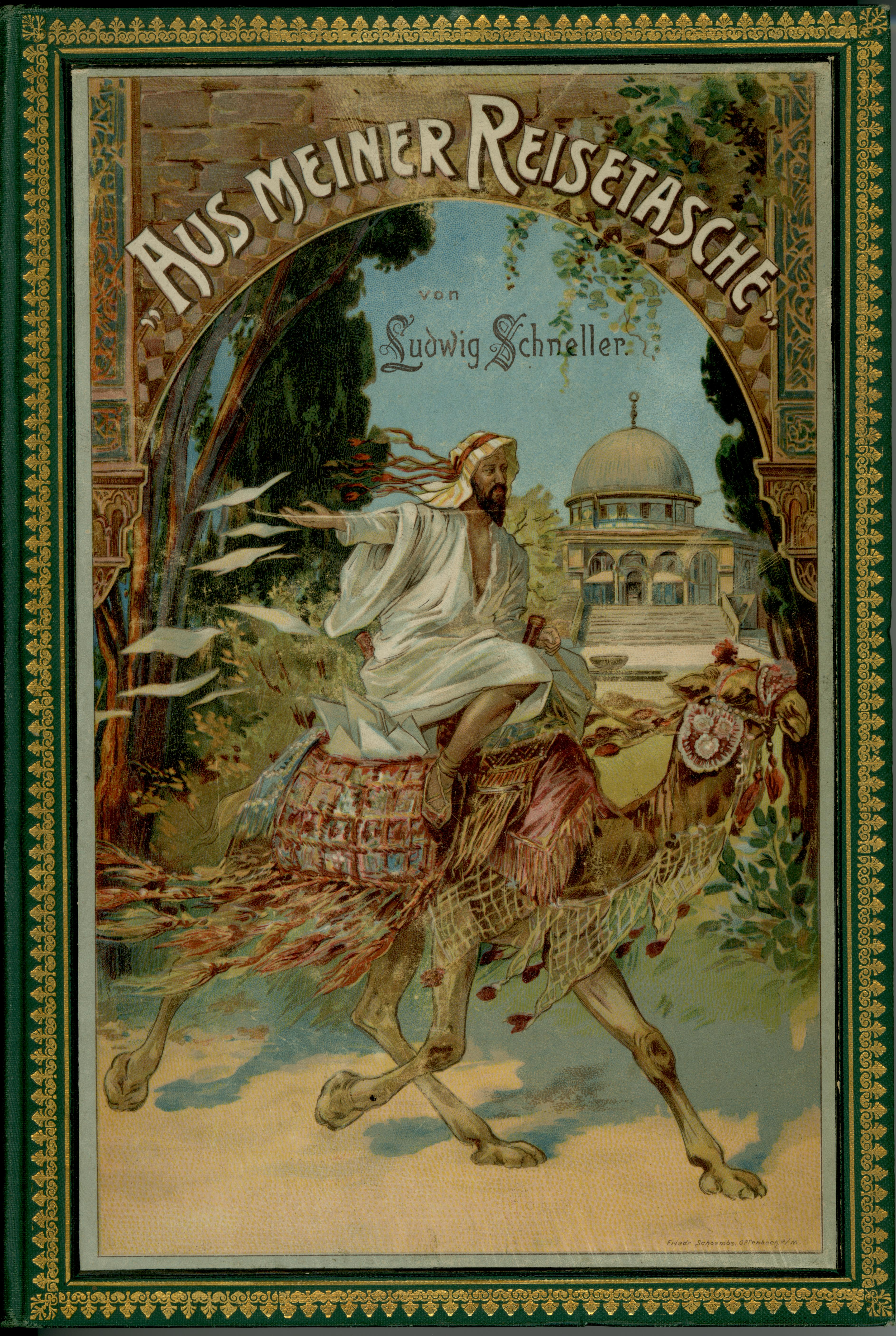
Buchdeckel: Ludwig Schneller, Aus meiner Reisetasche, 1901

Ludwig Schnellers schriftstellerische Tätigkeit leistete einen wesentlichen Beitrag zur Gewinnung von Unterstützern für das Syrische Waisenhaus. Neben der Herausgabe der Zeitschrift Bote aus Zion schrieb er eine Reihe von Büchern.
Sein erstes Buch Kennst du das Land? will dem Leser anhand der Schilderungen der Landschaft und der Lebensverhältnisse in Palästina die biblischen Geschichten lebendig werden lassen und zu einem tieferen Verständnis verhelfen. Diesem Zweck dienen auch seine weiteren Reiseberichte.
In dem Buch Tischendorf-Erinnerungen schildert der die Entdeckung des Codex Sinaiticus durch seinen Schwiegervater Konstantin von Tischendorf.
In seinem letzten Buch Kennst du Ihn? schildert er das Leben Jesu. Dieses Buch schrieb er ein zweites Mal, nachdem die erste Auflage durch den Zweiten Weltkrieg fast völlig vernichtet wurde.